# Anthopsis
Anthopsis är ett släkte av svampar. Anthopsis ingår i divisionen sporsäcksvampar och riket svampar.